# Le Jugement de Midas (entre Apollon et Marsyas)
Le Jugement de Midas (ou Le concours musical entre Apollon et Marsyas) est une peinture à l'huile sur panneau (43 × 73 cm) de Cima da Conegliano, datée de 1507-1509, et conservée au Statens Museum for Kunst de Copenhague (Danemark). Il reprend le sujet, très courant dans l'Antiquité, du concours de musique entre Apollon et Marsyas.